# Lachapelle-sous-Rougemont
Lachapelle-sous-Rougemont è un comune francese di 562 abitanti situato nel dipartimento del Territorio di Belfort nella regione della Borgogna-Franca Contea.
Il territorio comunale è attraversato dal fiume Saint-Nicolas.

## Società

### Evoluzione demografica
Abitanti censiti